# Óptica gaussiana
La óptica gaussiana es una técnica en óptica geométrica que describe el comportamiento de los rayos de luz en sistemas ópticos utilizando la aproximación paraxial, en la que solo los rayos que forman ángulos pequeños con el eje óptico del sistema son considerados. En esta aproximación, las funciones trigonométricas pueden ser expresadas como funciones lineales de los ángulos. La óptica gaussiana se aplica a sistemas en los que todas las superficies ópticas son planas o son porciones de una esfera. En este caso, se pueden deducir fórmulas explícitas sencillas basadas en los parámetros de un sistema de imágenes, como la distancia focal, la magnificación y el brillo, en términos de las formas geométricas y de las propiedades de los materiales de los elementos constitutivos del sistema óptico.
La óptica gaussiana debe su nombre al matemático y físico alemán Carl Friedrich Gauss, quien demostró que un sistema óptico puede ser caracterizado por una serie de puntos cardinales, que permiten calcular sus propiedades ópticas.